# Cratere Ketzia
Ketzia  è un cratere sulla superficie di Venere.